# خط عرض 43° جنوب
خط عرض 43° جنوب هي إحدى دوائر العرض الجغرافية، وهي دوائر وهمية تحيط بالكرة الأرضية، وموازية لخط الاستواء، وتتميز هذه الدائرة بأن الأراضي الواقعة عليها تنتمي للمنطقة المعتدلة الدفيئة.

## حول العالم
خط عرض 43° جنوب يبدأ من خط الزوال الأولي ويتجه شرقا ويمر عبر:
| الإحداثيات                           | البلد أو الإقليم أو البحر | ملاحظات                      |
| ------------------------------------ | ------------------------- | ---------------------------- |
| 43°0′S 0°0′E / 43.000°S 0.000°E      | المحيط الأطلسي            |                              |
| 43°0′S 20°0′E / 43.000°S 20.000°E    | المحيط الهندي             |                              |
| 43°0′S 145°36′E / 43.000°S 145.600°E | أستراليا                  | تاسمانيا                     |
| 43°0′S 147°57′E / 43.000°S 147.950°E | المحيط الهادئ             | بحر تسمان                    |
| 43°0′S 170°34′E / 43.000°S 170.567°E | نيوزيلندا                 | الجزيرة الجنوبية (نيوزيلندا) |
| 43°0′S 173°7′E / 43.000°S 173.117°E  | المحيط الهادئ             |                              |
| 43°0′S 74°15′W / 43.000°S 74.250°W   | تشيلي                     | جزيرة شيلوي                  |
| 43°0′S 73°21′W / 43.000°S 73.350°W   | Gulf of Corcovado         |                              |
| 43°0′S 72°45′W / 43.000°S 72.750°W   | تشيلي                     |                              |
| 43°0′S 72°3′W / 43.000°S 72.050°W    | الأرجنتين                 |                              |
| 43°0′S 64°20′W / 43.000°S 64.333°W   | المحيط الأطلسي            |                              |